# Merrebach
Der Merrebach ist ein linksseitiger bzw. westlicher Nebenfluss der Olmes, der komplett auf dem Gebiet des Schwalm-Eder-Kreises (Hessen, Deutschland) verläuft.

## Geografie
Der Merrebach entspringt südlich von Dorheim in der Gemeinde Neuental. Die Quelle liegt auf ca. 235 Meter über Normalnull. Er umfließt Dorheim zunächst in leicht südlicher Richtung, um nach ca. 200 m in nordöstliche Richtung zu schwenken. Diese Richtung behält der Merrebach die nächsten 600 Meter bei, um dann fast rechtwinklig in nordwestliche Richtung abzubiegen. Nach weiteren 300 Metern schwenkt der Merrebach in nördliche Richtungen und passiert Zimmersrode nach knapp drei Kilometern im Südosten. Die nächsten zwei Kilometer fließt der Merrebach weiter in Richtung Nordosten und trifft auf Haarhausen, einen Stadtteil von Borken. Nach einem knappen Kilometer mündet der Merrebach in die Olmes. 
Die Länge des Merrebachs beträgt 5,92 Kilometer. Hierbei verliert er 65 Meter an Höhe.